# Sjöbergstiftelsen
Sjöbergstiftelsen, instiftad av affärsmannen Bengt Sjöberg år 2016, har som ändamål Att främja vetenskaplig forskning med huvudsaklig inriktning på cancer, hälsa och miljö. I mindre omfattning kan andra välgörande ändamål inom hälsa och miljö främjas.
Bidrag och stöd lämnas främst till forskare vid universitet, högskolor eller motsvarande lärosäten i Sverige eller utomlands. Bidrag kan även till viss del beviljas till enskilda personer eller organisationer som verkar inom ändamålet
Bengt Sjöberg var stiftelsens förste ordförande fram till sin död 2017, då han efterträddes av brodern Ingemar Sjöberg.
Stiftelsen är en avkastningsstiftelse, som årligen delar ut föregående års avkastning. Förutom som anslag till forskningsprojekt finansierar avkastningen Sjöbergpriset, som delas ut av Kungliga Vetenskapsakademien. De administrativa kostnaderna, inklusive kostnaderna för administration av Sjöbergpriset, får enligt stadgarna ej överstiga 10 % av den löpande avkastningen.